# Мартынов, Александр Павлович
Александр Павлович Мартынов (14 (26) августа 1875, Москва— 8 февраля 1951, Лос-Анджелес) — жандармский офицер, сотрудник Охранного отделения.

## Биография
Получил образование в 3-м Московском кадетском корпусе и 3-м военном Александровском училище по 1 разряду. Служил во 2-м пехотном Софийском полку, затем в 7-м гренадерском Самогитском полку, откуда и перешел в Отдельный корпус жандармов 8 мая 1899 г. в качестве младшего офицера Московского жандармского дивизиона. Занимал должности:
с 8 мая 1899 — младший офицер Московского Жандармского дивизиона; с 16 ноября 1901 — прикомандирован к штабу Отдельного корпуса жандармов; с 18 декабря 1901 — адъютант Санкт-Петербургского Губернского жандармского управления/
C января 1903 — помощник начальника Петроковского Губернского жандармского управления для заведования паспортным просмотром м. Модржиево; с 27 февраля 1903 — прикомандирован к Санкт-Петербургскому Губернскому жандармскому управлению; с 31 октября 1903 — в резерве при Санкт-Петербургском Губернском жандармском управлении/
с 12 июля 1906 — в резерве при Саратовском Губернском жандармском управлении;
с 10 июля 1912 — в распоряжении московского градоначальника в должности (с 21 августа 1912) начальника Отделения по охранению общественной безопасности и порядка в г. Москве;
с 4 апреля 1914 — начальник Отделения по охранению общественной безопасности и порядка в г. Москве (приказ по Корпусу 1914 г. № 127).
22 марта 1915 за отличие по службе произведён в Отдельного корпуса жандармов полковники.

### Дело Мартынова
28 февраля 1917 года, в первый день волнений в Петрограде, получил от Московского градоначальства 10 тысяч рублей расходы по охранному отделению, из которых около 9 тысяч раздал агентам в качестве аванса за март, а оставшееся оставил себе. 13 марта 1917 года подал комиссару Москвы рапорт, в котором заявил о прекращении работы отделения после революции и просил разрешения «вступить на общем основании в действующую армию и своей службой и в её рядах и кровно быть действительными защитниками родины и верными слугами Временного правительства». В начале апреля 1917 года был помещён на дворцовую гауптвахту в Кремле. 9 июня 1917 года газета «Русские ведомости» сообщила о возбуждении уголовного дела, предъявлении обвинению в растрате и официальном взятии под стражу (переведён в Московскую губернскую тюрьму).
В ноябре 1917 года мера пресечения была смягчена до залога в 5 тысяч рублей. Весной 1918 года вместе с семьёй бежал из Москвы на юг России, где вступил в Добровольческую армию и служил в контрразведке на Черноморском флоте.

### В эмиграции
В середине ноября 1920 года эвакуировался из Крыма. Корабли русской эскадры покинул в Константинополе, где вместе с экс-начальником Московского сыскного отделения А. Ф. Кошко основал детективное агентство. В 1923 году эмигрировал в Нью-Йорк, работал в охранных структурах. В конце жизни переехал в Калифорнию, где и скончался в возрасте 75 лет.

## Награды
- орден Св. Станислава 3 ст. (1908)
- орден Св. Станислава 2 ст. (25.05.1913)